# Värmlandsskärgården
Värmlandsskärgården är ett naturreservat i norra Vänern i Grums, Hammarö, Karlstads, Kristinehamn och Säffle kommuner i Värmlands län.
Området är naturskyddat sedan 1980 och är 1 200 hektar stort. Reservatet består av mindre öar med martallar och lavklädda hällar och lövskogar på större öar samt grunda vassvikar.
I reservatet ingår Hammaröns sydspets, med Skage fyr och en fågelstation. Fågelstationen anlades på 1960-talet och drivs ideellt av Karlstads ornitolgiska förening. Fram till 2020 hade 261 arter av fåglar observerats vid Hammarö sydspets.